# Ruth Coello
Ruth Coello es una actriz y directora ecuatoriana de teatro y televisión. Tiene 20 años en el teatro y ha participado en varios capítulos de unitarios como ‘De la vida real’ y ‘Archivos del destino’, que transmitieron Ecuavisa y TC Televisión. Es Raquel Coello, la actriz que encarna a doña Victoria en la telenovela Cholicienta, que produce y emite RTS. Especializada en la improvisación, donde participó en un festival en Brasil y perteneció al grupo teatral Fantoche.

## Biografía

### Vida personal
En sus primeros años vivió en el barrio del Astillero, donde era vecina de Hugo Avilés, y luego de un tiempo se mudó al norte de la ciudad. Después de 3 años se reencontró con su amigo Hugo, con quien compartió cursos de teatro, y más tarde se casaron, de esta unión tuvieron dos hijos, Yannick y Adrián, ambos también dedicados a la actuación.

### Primeros años
Sus primeros pasos en la actuación fueron en las reuniones de testigo de Jehová donde hacía dramatizados pues siempre la escogían al ser la más pequeña. Hizo teatro en el colegio, a pesar de que no le llamaba mucho la atención.
Durante los años de 1980, Ruth cursaba el cuarto año de arquitectura, y decidió ingresar, junto a su entonces amigo de barrio Hugo Avilés con quien se reencontró y que también estudiaba arquitectura en otra universidad, en un curso de teatro de 3 meses de duración, y luego formaron parte de la obra teatral Los vampiros, del dramaturgo José Martínez Queirolo. Desde ese momento el teatro fue su pasión, luego dejó su carrera universitaria y se dedicó al teatro junto a Hugo Avilés. También junto a Hugo y varios colegas actores, y más tarde junto a sus hijos, formaron el grupo de teatro Fantoche, dedicado a la Impro.

### Carrera
Su debut en televisión fue en el capítulo de Daniel Camargo en De la vida real, de Ecuavisa, y tuvo varias apariciones interpretando diversos papeles en algunos capítulos. También fue parte de Archivos del destino, de TC Televisión, teniendo el mismo tipo de ocupación. Ha interpretado pequeños papeles en Solteros sin compromiso e Historias personales. En 2005 tuvo una breve aparición en la telenovela Corazón Dominado de TC Televisión. En 2007 interpretó a doña Victoria, una señora en silla de ruedas que tiene tres hijos, es amargada, adinerada y dominante, en la telenovela de RTS, Cholicienta. Más tarde conformó la telenovela Kandela de TC Televisión y Mostro de Amor de Teleamazonas.
En 2010 dirigió la obra Los pintores no tienen recuerdos, adaptación teatral de la obra literaria del mismo nombre del italiano Darío Fo.
En 2012 tuvo su primer protagónico en la versión ecuatoriana de la serie española Aída, de Teleamazonas, donde trabajó junto a su hijo Adrián Avilés. En el mes de julio, interpretó a una mujer vieja, casada con un joven por el que está dispuesta a complacerlo, en la obra teatral Mujeres soñaron caballos, del argentino Daniel Veronese.
En 2013 forma parte del elenco de Estas secretarias de TC Televisión, interpretando el papel de Analía Argudo, la secretaria dinosaurio. Ese mismo año participó en el capítulo Con mi corazón te espero de la serie Secretos de Ecuavisa. Interpretó a Dora en la obra La Niña Jamón de la dramaturga argentina Laura Eva Avelluto.
A inicios de 2014, dirigió la obra teatral Monogamia, del dramaturgo y psiquiatra chileno Marco Antonio de la Parra, y su hijo Adrián fue el productor.
En 2015 ingreso a TC Televisión dónde se fue en directora de escena de la serie Los hijos de Don Juan, la cual fue protagonizada por Víctor Aráuz, María Fernanda Pérez, Leonardo Moreira, José Urrutia y Issam Eskandar.
En 2017 protagonizó la telenovela Cuatro Cuartos, donde también fue directora de escena, compartiendo créditos con Víctor Aráuz, Carolina Jaume, María Emilia Cevallos, Carmen Angulo, entre otros.
En 2018 participó en la serie Maleteados, junto a Christian Maquilón, Ricardo Velasteguí, Frances Sweett, Leonardo Moreira, Joselyn Gallardo, María Emilia Cevallos, entre otros.
En 2020 participó en la telenovela Sí se puede, de Ecuavisa, junto Eduardo Maruri Jr., Alejandra Jaramillo, María Emilia Cevallos, Diego Chiang, José Andrés Caballero, Bárbara Fernández, entre otros. 
En 2021 participa y dirige la serie Juntos y revueltos, de TC Televisión, compartiendo créditos con Érika Vélez, David Reinoso, Hilda Saraguayo, Víctor Aráuz y Marcelo Gálvez.

## Teatro
- El hombre que se convirtió en perro[6]
- Los Vampiros[4][6]
- Pinocho[6]
- Los Náufragos[6]
- La empresa perdona un momento de locura[4][6]
- Yerma[6]
- Caravana para la Vida[6]
- Colcha de retazos[6]
- Match de Improvisación[6]
- Los pintores no tienen recuerdos (directora)[7][5]
- La Niña Jamón[11][12]
- Mujeres soñaron caballos[4]
- Monogamia (directora)[8][13][5]

## Dramaturgia
- Las Aventuras de Piqui[6]
- Un regalo de Navidad (con Hugo Avilés)[6]

## Filmografía

### Series y Telenovelas
- (2021) Casi cuarentonas - Lila Santos
- (2021) Juntos y revueltos - Doña Margarita López de Murillo
- (2020) Sí se puede - Beatriz "Bacha" Martínez
- (2018) Maleteados - Lorena Arriaga
- (2017-2018) Cuatro Cuartos - Ana María Campos
- (2013-2015) Estas secretarias - Analia[8][10][9][5]
- (2013) Secretos - Ep. Con mi corazón te espero como Judith Varea[10]
- (2012) Aída - Aída García García[4][5]
- (2010) Mostro de Amor - Nana Adela[4]
- (2009) Kandela - Zadia[4]
- (2007) Cholicienta - Doña Victoria[3][4]
- (2005) Corazón Dominado[3][4]
- (2004) Historias personales - Varios personajes[6][4]
- (2002) Solteros sin compromiso[6]
- (2001) Archivos del destino - Varios personajes[6][3][4]
- (1999-2001) De la vida real - Varios personajes[6][3][4]

### Como Directora
- (2021) Juntos y revueltos
- (2017-2018) Cuatro cuartos
- (2015- 2016) Los hijos de Don Juan

## Cine
- Sin otoño, sin primavera[4]